# On the Third Day
On the third day è il terzo album della Electric Light Orchestra. È stato il primo prodotto da Jeff Lynne senza l'ausilio di Roy Wood.

## L'album
On the Third Day è stato pubblicato nel 1973, e non riuscì a classificarsi nella UK chart, anche se ha centrato l'obiettivo in Canada, negli Stati Uniti e in Australia. Il lato B dell'album è stato registrato in contemporanea o subito dopo le sedute del precedente ELO 2, che conteneva poche tracce molto lunghe; al contrario, in questo LP gli ELO ne riducono la durata e ne aumentano il numero. Nel lato A, i quattro brani sono legati tra loro quasi a costituire una suite. Il violinista Mik Kaminski fa il suo debutto nella band nel lato A, rimpiazzando Wilfred Gibson, sebbene quest'ultimo suoni nel Lato B e nei Bonus Tracks. 
Come per tutti gli altri album degli ELO, eccetto ELO 2, questo è considerato in stile progressive rock, con degli elaborati arrangiamenti della band che richiamano il symphonic rock. Si inizia a sentire il sintetizzatore in diverse tracce, soprattutto nell'instrumentale Daybreaker. Fu anche l'ultimo album dove Jeff Lynne si accontentò di orchestrare con pochi violoncelli e un violino: nei seguenti, l'organico aumenterà anche se verranno utilizzati gli strumenti elettronici per determinare alcuni effetti. Marc Bolan ha suonato la chitarra in Ma-Ma-Ma Belle, in Dreaming of 4000 e in Everyone's Born To Die. Nel settembre del 2006 l'album è stato rimasterizzato con 5 bonus tracks.

### Posizioni in classifica
- US:  #52 Billboard 200, 24 settimane
- UK:  non classificato
- AUS: #46 ARIA Albums Chart, 10 settimane
- CAN: #40 RPM Albums Chart, 14 settimane

## Tracce
Tutti i brani sono stati scritti da Jeff Lynne tranne dove indicato.

### Lato A
1. Ocean Breakup/King of the Universe –  4:07
2. Bluebird Is Dead – 4:42
3. Oh No Not Susan – 3:07
4. New World Rising/Ocean Breakup (reprise) – 4:05
5. Showdown – 4:09

### Lato B
1. Daybreaker –  3:51
2. Ma-Ma-Ma Belle – 3:56
3. Dreaming Of 4000 – 5:04
4. In the Hall of the Mountain King (Edvard Grieg) –  6:37

### Bonus tracks
1. Auntie (Ma-Ma-Ma Belle) (Take 1) – 1:19
2. Auntie (Ma-Ma-Ma Belle) (Take 2) – 4:05
3. Mambo (Dreaming of 4000) (Take 1)  – 5:05
4. Everyone's Born to Die   – 3:43
5. Interludes (previously unreleased) – 3:40

## Formazione

### Formazione ufficiale
- Jeff Lynne - voce, chitarre
- Bev Bevan - batteria, percussioni
- Richard Tandy - tastiere, sintetizzatore Moog
- Mike de Albuquerque - basso, Backing Vocals
- Mik Kaminski - violino
- Wilf Gibson - violino
- Mike Edwards - violoncello

### Collaboratori
- Marc Bolan - chitarre (tracce 7, 8, 10-13)
- Colin Walker - violoncello (tracce 5-14)